# تكون الكريات الحمر غير الفعال
تكون الكريات الحمر غير الفعال (بالإنجليزية: Ineffective erythropoiesis)‏ هو تكون الكريات الحمر النشط الذي يؤدي إلى إنتاج كريات دم حمراء التي تعيش أقل من الفترة الطبيعية، وتقل عدد الكريات الحمر المنتجة في نخاع العظم، ويؤدي بالتالي إلى فقر الدم.

## روابط خارجية
- Iron Loading and Overloading due to Ineffective Erythropoiesis